# Saint-Rémy-Blanzy
Saint-Rémy-Blanzy település Franciaországban, Aisne megyében. Lakosainak száma 225 fő (2022. január 1.). Saint-Rémy-Blanzy Billy-sur-Ourcq, Chouy, Louâtre, Oulchy-la-Ville, Parcy-et-Tigny, Le Plessier-Huleu, Vierzy és Villers-Hélon községekkel határos.

## Népesség
A település népessége az elmúlt években az alábbi módon változott:
| Lakosok száma | 234  | 125  | 212  | 227  | 217  | 211  | 219  | 221  | 223  | 225  |
|               | 1968 | 1982 | 1990 | 2006 | 2013 | 2015 | 2017 | 2019 | 2020 | 2022 |